# Weibblick
Weibblick war ein Informationsblatt von Frauen für Frauen in Berlin von 1992 bis 2000.

## Geschichte
Annette Maennel aus Dresden wurde vom Unabhängigen Frauenverband (UFV) auf ihre Bewerbung hin eine ABM-Stelle bewilligt, um einen internen Rundbrief herauszugeben.
Sie setzte sehr viel Elan und Kontakte ein, um eine ansprechende Frauenzeitschrift zusammenzustellen. Sie entschied sich, in jedem Heft einen Themenschwerpunkt zu setzen und diesen aus verschiedenen Perspektiven zu beleuchten. Dafür gewann sie verschiedene Autorinnen.
Seit Anfang 1992 gab sie als verantwortliche Redakteurin die Zeitschrift Weibblick heraus, immer in Kontakt zum Unabhängigen Frauenverband (Unabhängige Frauenverbändin nannte sie diese), aber doch inhaltlich eigenständig. Die Hefte erschienen etwa alle sechs Wochen. Das Büro befand sich  in der WeiberWirtschaft in der Anklamer Straße 38 in Berlin-Mitte.
Nach der Auflösung des Unabhängigen Frauenverbandes (UFV) 1998 veränderte Annette Maennel das Konzept etwas und wandelte es in ein modernes Frauenmagazin besonders für Ostfrauen um. Sie konnte Petra Welzel als weitere Redakteurin einstellen. Dennoch gab es in den folgenden Monaten zu wenige Einnahmen durch Abonnentinnen, sodass die Zeitschrift im Jahr 2000
eingestellt werden musste.